# قطورغان (شهرستان اوزکند)
قطورغان (به لاتین: Kuturgan) یک روستا در قرقیزستان است که در استان اوش واقع شده‌است. قطورغان ۱٬۹۸۱ نفر جمعیت دارد و ۱٬۵۳۵ متر بالاتر از سطح دریا واقع شده‌است.